# 皮爾瓦尼山 (安陶塔-努尼奧瓦)
14°21′07″S 70°28′00″W / 14.35194°S 70.46667°W
皮爾瓦尼山（Pirwani），是秘魯的山峰，位於該國東南部普諾大區，由安陶塔區和努尼奧瓦區負責管轄，屬於安地斯山脈的一部分，海拔高度5,000米。